# Cyril Domoraud
Cyril Depri Domoraud (gelegentlich auch „Cyrille“) (* 22. Juli 1971 in Lakota) ist ein ehemaliger ivorischer Fußballspieler.

## Privatleben
Domoraud wurde 1999 Christ. Seine jüngeren Bruder Gilles Domoraud und Jean-Jacques Domoraud waren ebenfalls Fußballprofis.

## Karriere

### Vereine
Der Abwehrspieler begann seine Karriere in Frankreich beim Drittligisten US Créteil, für den er von 1992 bis 1994 unter Vertrag stand, allerdings nur in der ersten Saison zum Einsatz kam und 19 Partien absolvierte.
Bei der AS Red Star Saint-Ouen (zweite Liga) lief es von 1994 bis 1996 bedeutend besser. Er avancierte zum Stammspieler und absolvierte insgesamt 69 Spiele für diesen Verein. 1996/97 spielte er eine Saison für Girondins Bordeaux und kam in 31 Spielen zu seinem ersten Tor.
Die nächste Station war Olympique Marseille. Er trat von 1997 bis 1999 in 57 Spielen an. In der Folgesaison bei Inter Mailand wurde er in nur sechs Spielen eingesetzt. In der Saison 2000/01 spielte er beim SC Bastia. 2001/02 wechselte er zur AS Monaco.
Im Sommer 2002 wechselte Domeraud zu Espanyol Barcelona, wo er Stammspieler wurde und in zwei Spielzeiten auf 69 Einsätze kam. 2004 schloss er sich dem türkischen Verein Konyaspor an, wo er nur vier Spiele bestritt.
So wechselte er 2005 Herbst zurück zu US Créteil. Während zweieinhalb Spielzeiten in der Ligue 2 erreichte er noch einmal 58 Einsätze.

### Nationalmannschaft
Der bei weitem älteste Feldspieler seines Landes bei der Fußball-Weltmeisterschaft 2006 per 19. Mai 2006 bestritt insgesamt 51 Länderspiele bestritten. Damit ist er auch der erfahrenste Spieler seines Teams. Sein Debüt gab er 1996 gegen das Team Südafrika.